# Carnaubal
Carnaubal is een gemeente in de Braziliaanse deelstaat Ceará. De gemeente telt 16.755 inwoners (schatting 2009).